# Montederramo
Montederramo ist ein Ort und das Verwaltungszentrum einer Gemeinde (municipio) mit 670 Einwohnern (Stand: 2024) in der Provinz Ourense in der Autonomen Region (Comunidad Autónoma) Galicien im Nordwesten Spaniens.

## Lage und Klima
Montederramo liegt etwa 43 km ostsüdöstlich von Ourense in einer Höhe von ca. 905 m am Río Mao. Das vom Atlantik geprägte Klima ist gemäßigt und nicht selten regnerisch (ca. 1182 mm/Jahr).

## Bevölkerungsentwicklung der Gemeinde
Quelle: INE-Archiv – grafische Aufarbeitung für Wikipedia
Durch Fortzug in die umliegenden Städte ist die Bevölkerung seit den 1950er Jahren stetig gesunken.

## Gemeindegliederung
Die Gemeinde Montederramo ist in 13 Parroquias gegliedert:
| Parroquias                | Patrozinium | Einwohner 2024 | Fläche km² | Dichte Einw./km² | Höhe msnm | Ortskennzahl |
| ------------------------- | ----------- | -------------- | ---------- | ---------------- | --------- | ------------ |
| Os Abeledos               | San Vicente | 24             | 5,17       | 5                | 922       | 32049010000  |
| As Chás                   | San Xoán    | 47             | 9,30       | 5                | 962       | 32049030000  |
| Covas                     | San Xoán    | 51             | 15,16      | 3                | 937       | 32049020000  |
| Gabín                     | San Pedro   | 52             | 31,38      | 2                | 979       | 32049040000  |
| Marrubio                  | Santo André | 65             | 11,89      | 5                | 1079      | 32049050000  |
| A Medorra                 | Santiago    | 39             | 8,11       | 5                | 907       | 32049060000  |
| Montederramo              | Santa María | 161            | 2,50       | 64               | 901       | 32049130000  |
| Nogueira                  | Santa María | 32             | 9,05       | 4                | 915       | 32049080000  |
| Paredes                   | Santa María | 37             | 10,88      | 3                | 1067      | 32049090000  |
| San Cosme de Montederramo | San Cosme   | 63             | 14,06      | 4                | 921       | 32049070000  |
| Sas do Monte              | San Pedro   | 30             | 5,46       | 5                | 988       | 32049100000  |
| Seoane Vello              | San Xoán    | 35             | 6,79       | 5                | 911       | 32049110000  |
| Vilariño Frío             | Santa María | 52             | 5,76       | 9                | 878       | 32049120000  |

## Wirtschaft
| Ackerbau, Viehzucht und Fischerei                                                  | 065 | 027,90 |
| Industrie                                                                          | 025 | 010,73 |
| Bauwirtschaft                                                                      | 018 | 07,73  |
| Dienstleistungsbetriebe                                                            | 125 | 053,65 |
| Total                                                                              | 233 | 100,00 |
| * Daten aus dem Statistischen Amt für Wirtschaftliche Entwicklung in Galicien, IGE |     |        |

## Sehenswürdigkeiten
- Kloster Montederramo, Zisterzienserabtei, um 1153 gegründet, 1835 geschlossen
- Klosterruine von San Paio de Abeleda
- Marienkirche in Vilariño Frío
- Marienkirche

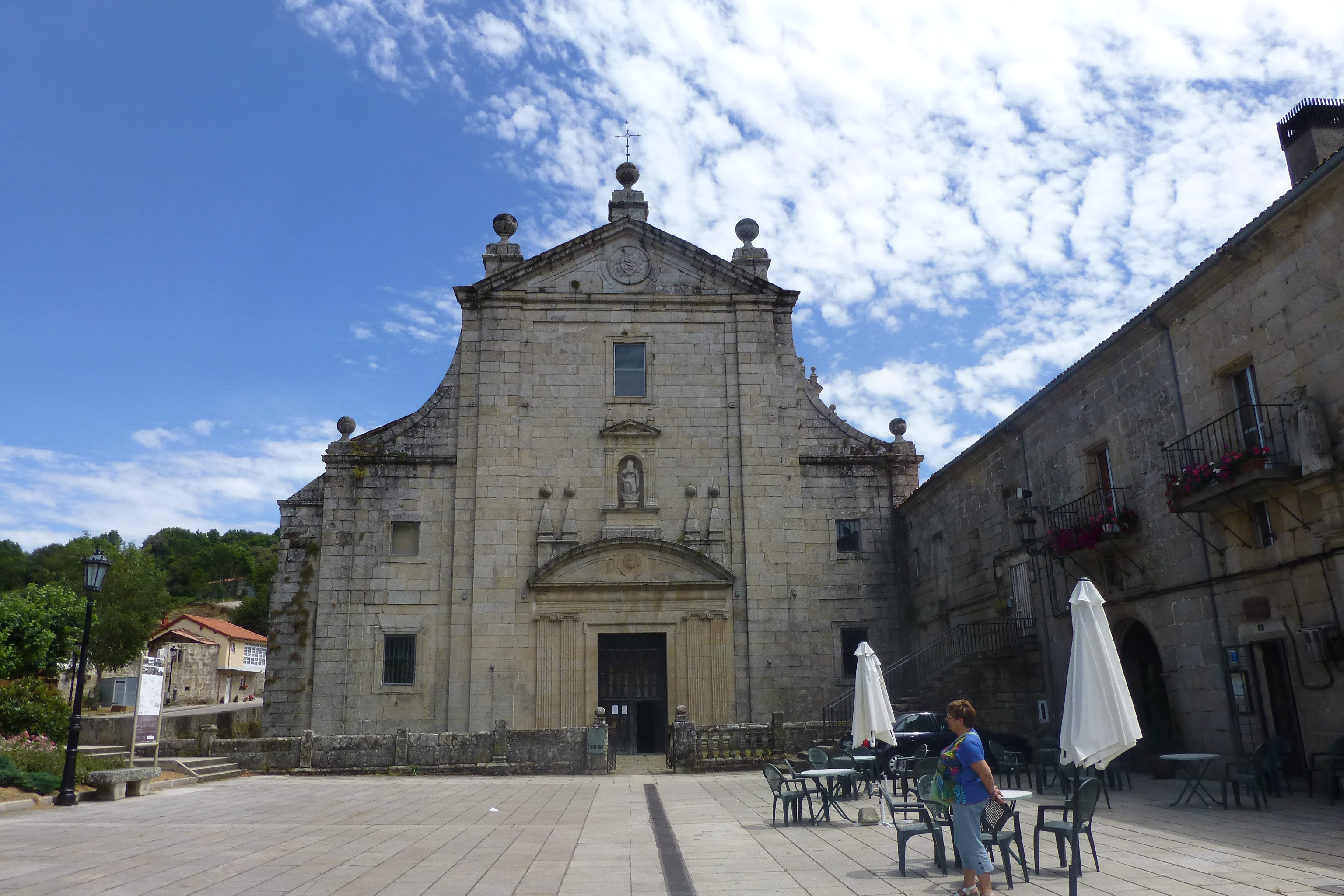
Klosterkirche der ehemaligen Zisterzienserabtei
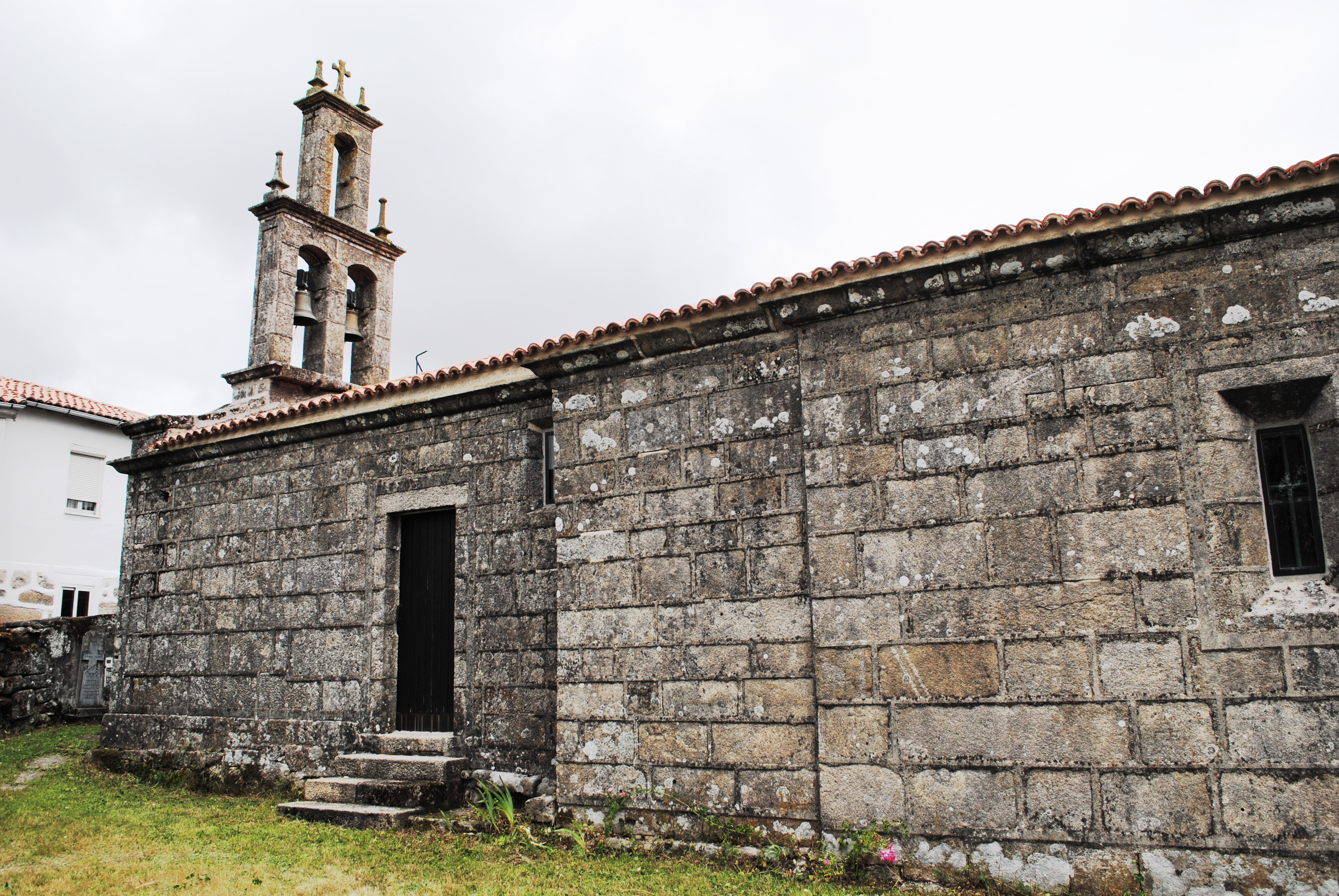
Marienkirche in Vilariño Frío
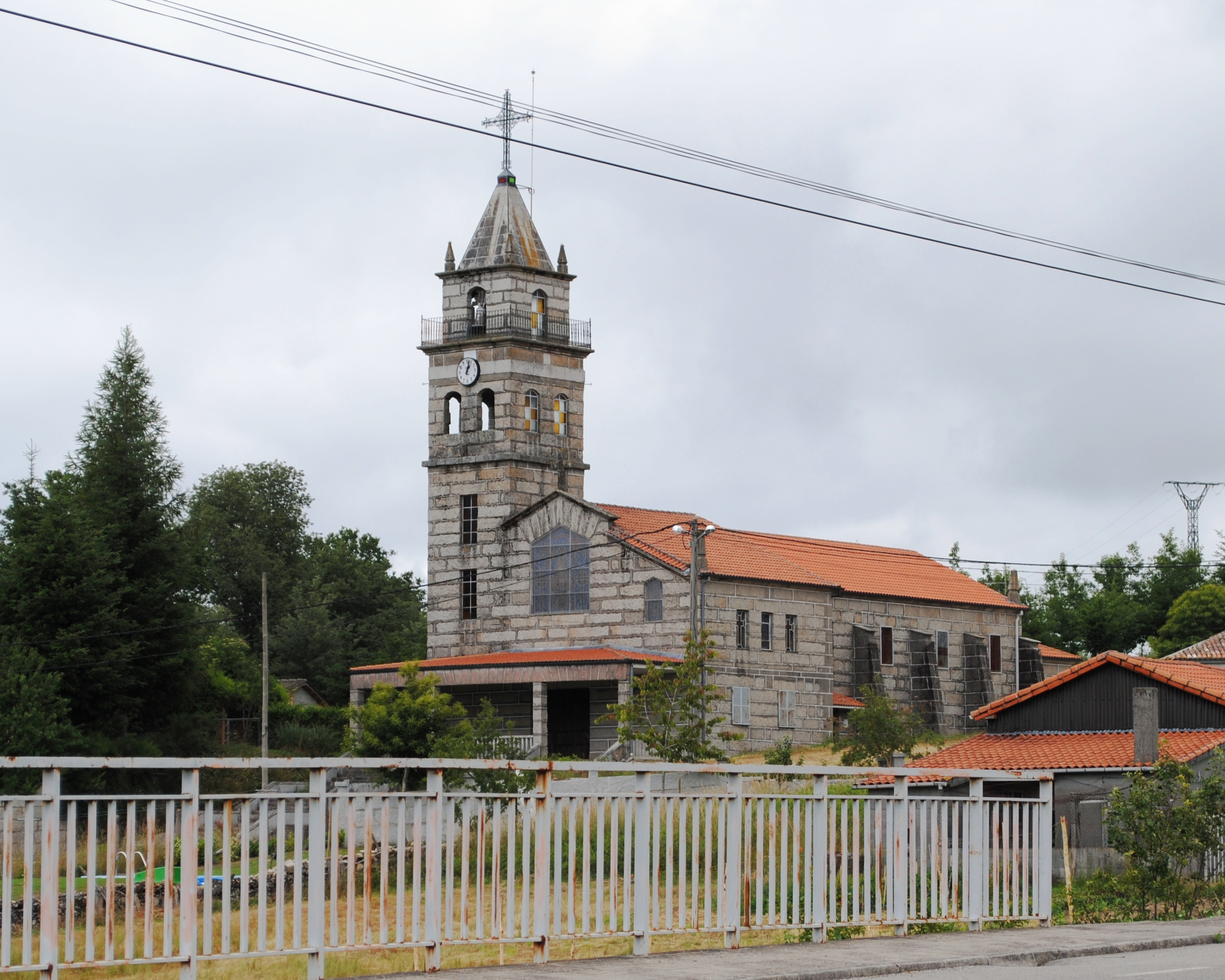
Marienkirche
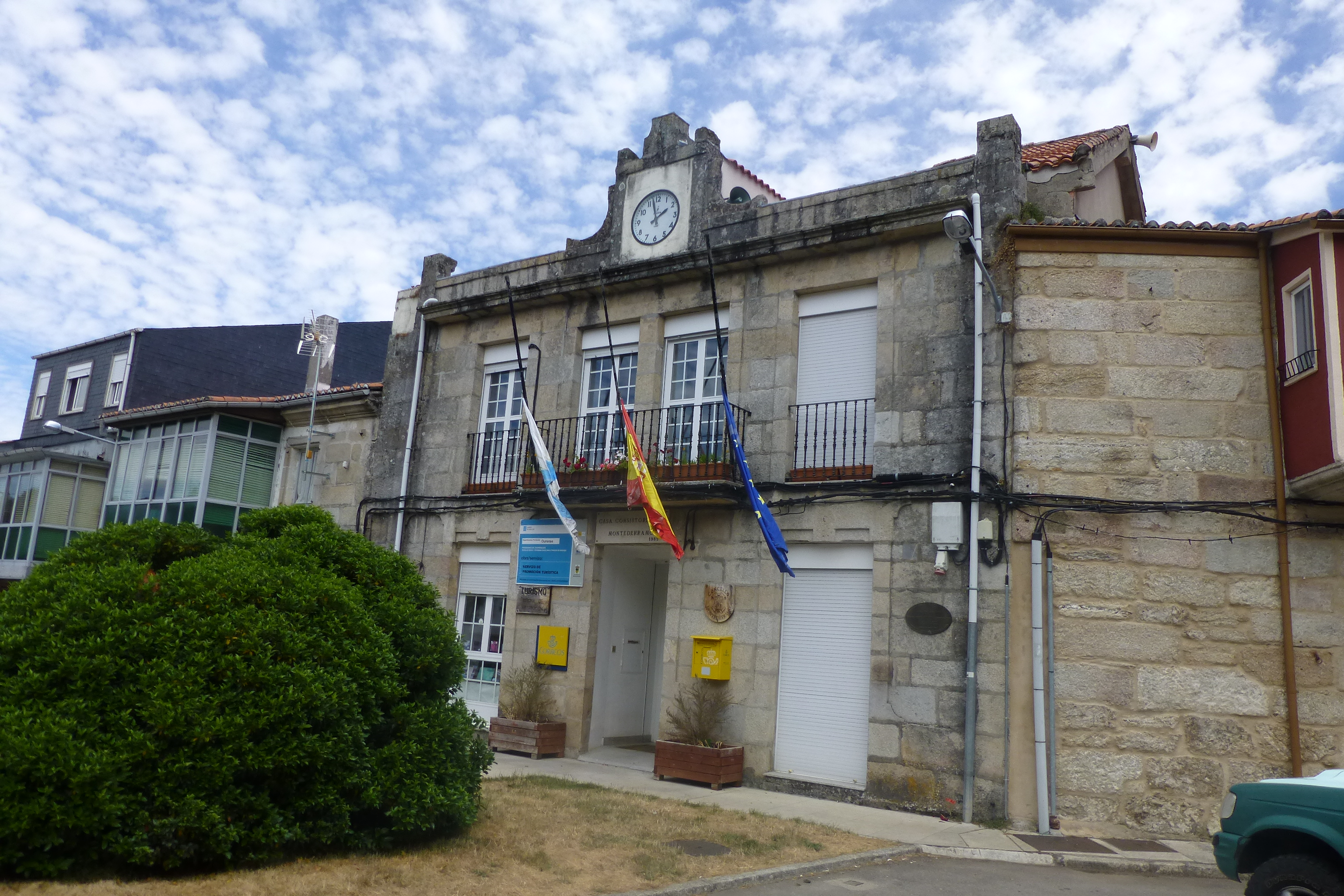
Rathaus